# Freoexocentrus
Freoexocentrus es un género de escarabajos longicornios de la tribu Acanthocinini que contiene una sola especie, Freoexocentrus mirei. La especie fue descrita por Breuning en 1977.
Se distribuye por Camerún. Mide aproximadamente 6-7 milímetros de longitud.